# Justicia homblei
Justicia homblei är en akantusväxtart som beskrevs av De Wild.. Justicia homblei ingår i släktet Justicia och familjen akantusväxter. Inga underarter finns listade i Catalogue of Life.